# جبل نيس
جبل نِيس هو أحد أكبر الجبال في منطقة الباحة، يصل ارتفاعه إلى 1930 متراً ويقع في إقليم تهامة ضمن نطاق محافظة قلوة.

## مسميات أخرى
يسمى بالعديد من الأسماء منها نيس الأجرد - نيس الأعسر - نيس الأقشر - نيس اليماني - غيثان.

## الموقع
يقع الجبل في الناحية الشمالية من محافظة قلوة بتهامة منطقة الباحة ويتصل بسلسلة من الجبال منها جبل قرعه من الجنوب وجبل عمود من الشمال وجبل تلاع من الشرق والذي بدوره يتصل بسلسلة جبال السروات.

## الإطلالة
يطل جبل نيس على وادي ريم وقرية السرفه من الناحية الغربية وعلى وادي محلا وشعب رطمه من الناحية الشرقية وعلى وادي أشحط وقرية النشم من الناحية الشمالية، كما يمكن مشاهدته من أماكن بعيده نظراً لعلوه الشاهق.

## الحياة البرية
يوجد في جبل نيس الكثير من السباع كالنمور العربية والذئاب والضباع (الجعري) والققط البرية (المخنقة) والوشق والثعالب وغيرها الكثير.. وايضاً به العديد من الحيوانات كالقرود وأنواع كثيرة من الطيور كالنسور والصقور بعضها نادر الوجود وكذلك طيور النيص والحجل والحدأة (الحديا) والحمام البري والهدهد وكثير من الطيور الأخرى والعصافير.

## النباتات
يوجد أنواع مختلفة من الأشجار نادرة الوجود، ومن الأشجار التي تكثر به العرعر وأشجار العتم والحماط (التين) والبن الزهراني والضبر وبه نخيل ايضاً في أعلاه، وكذلك ينمو به الشار بكثرة والحشائش وأنواع كثيرة من الزهور والريحان والكادي والعرفج.

## صور

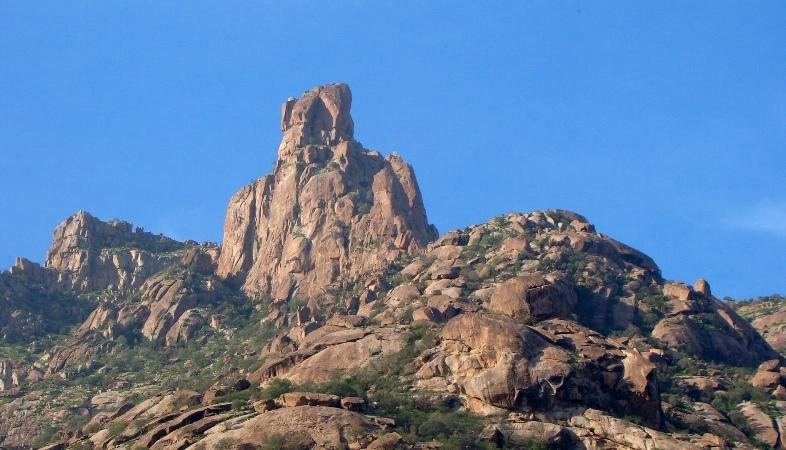
قمة الطويلة بجبل نيس كما تظهر من وادي أشحط
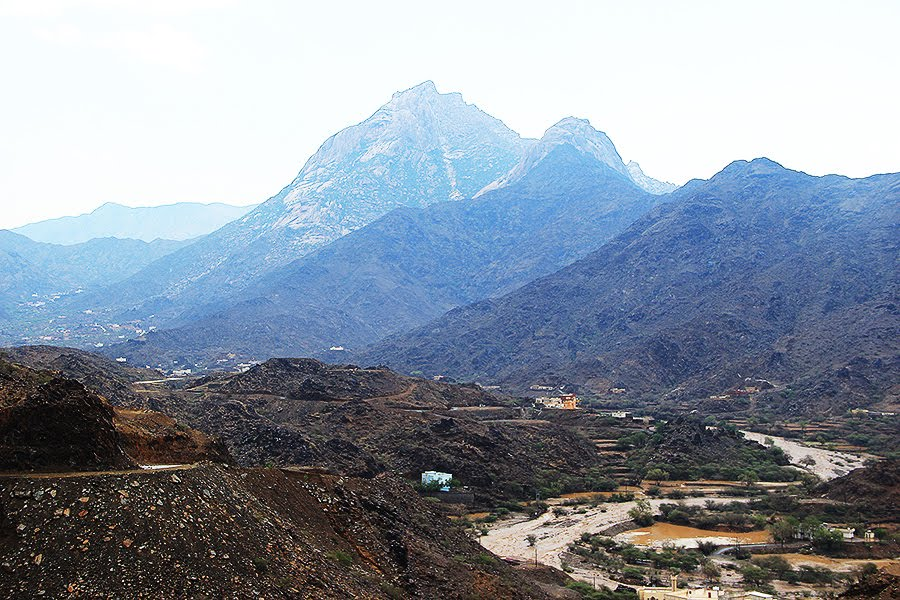
السيل في وادي ريم ويظهر جبل نيس
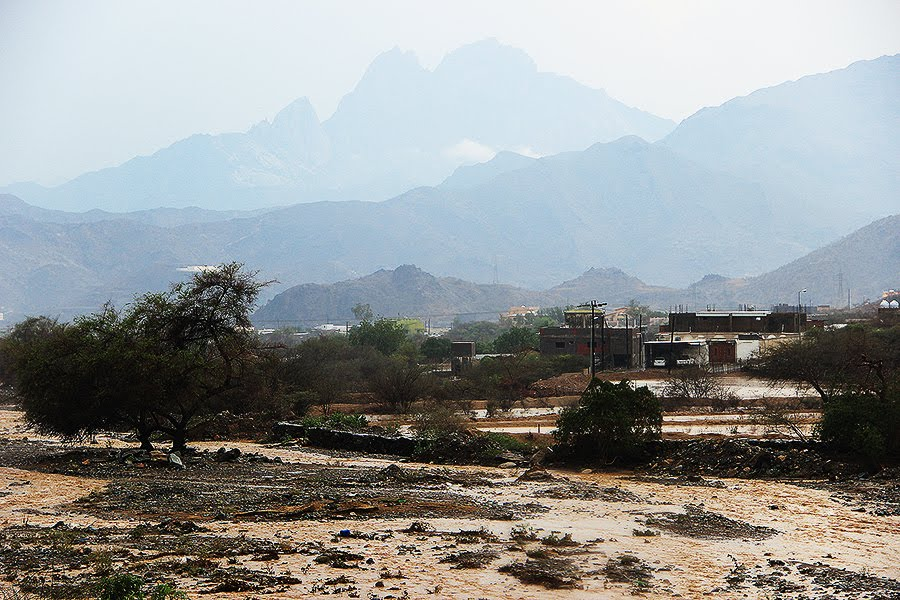
جبل نيس كما يظهر من وادي يحر